# Cossus cossus
Il rodilegno rosso (Cossus cossus (Linnaeus, 1758)) è un lepidottero appartenente alla famiglia Cossidae, diffuso in Europa.

## Biologia

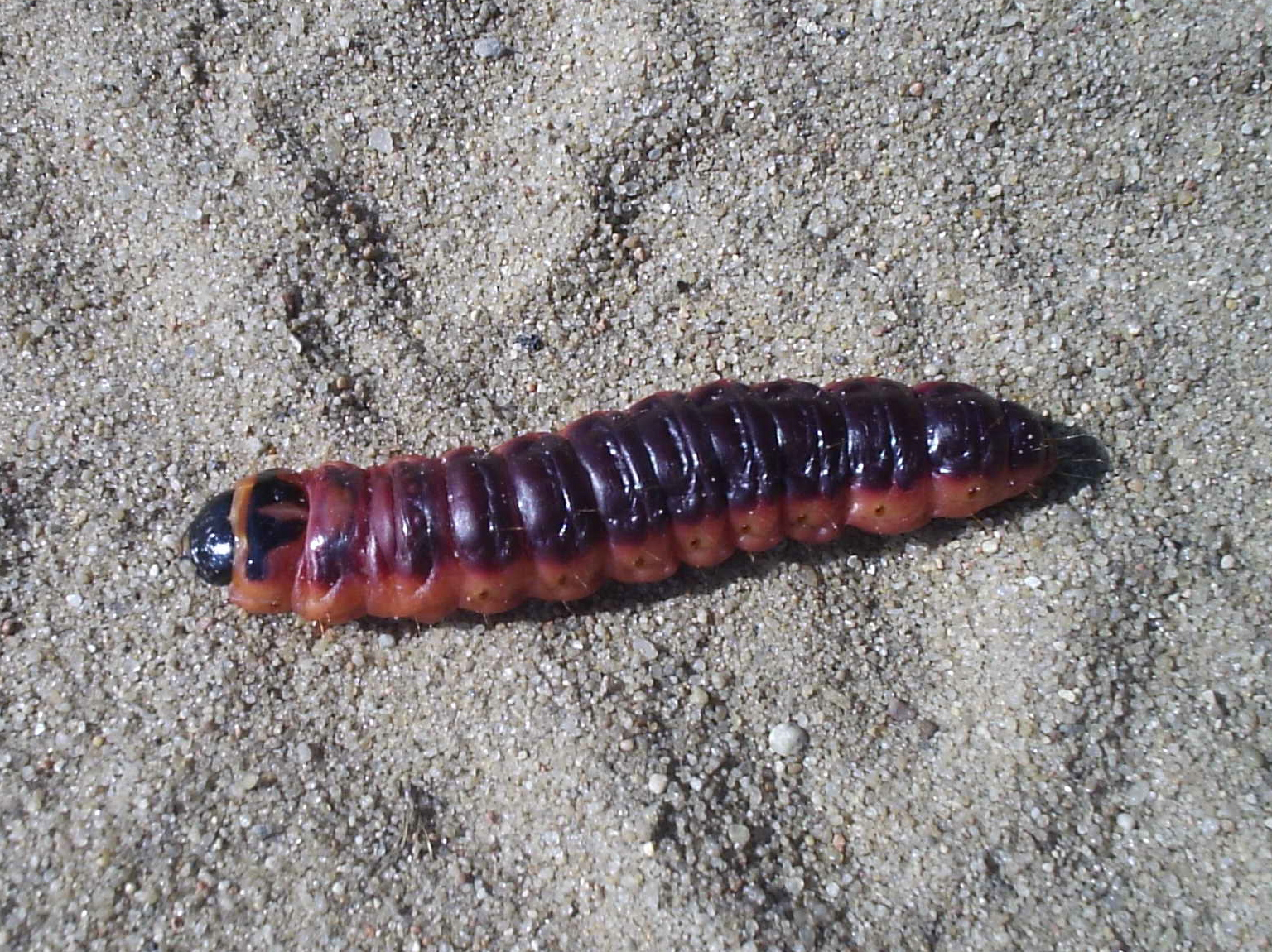
Esemplare di larva

Cossus cossus ha una vita media di tre anni e si riproduce in maniera considerevole durante il periodo estivo. L'accoppiamento raggiunge i massimi livelli nei mesi di luglio e agosto, durante i quali gli esemplari maschi si accoppiano con gli esemplari femmina, che depongono fino ad un massimo di circa 800 uova in piante in buone e cattive condizioni, che raggiungano un'altezza massima di due metri.
Le larve possono essere lunghe fino a 80–90 mm e sono di una colorazione dal rosa al rossastro-violaceo in base allo stadio. Hanno otto paia di zampe, di cui tre toraciche.
Le neonate sono gregarie e cominciano dopo 10-12 giorni a scavare lunghe gallerie nello xilema di tronchi e rami della pianta ospite, in cui trascorrono il primo inverno. Riprendono il loro sviluppo in primavera e, dopo aver trascorso un ulteriore inverno allo stato larvale, raggiungono il pieno sviluppo in estate. Una volta arrivate in superficie, in seguito a una serie di movimenti verticali verso l'alto, creano una via d'uscita in cui si forma un bozzolo. Dopo un arco di tempo che va dai venti ai trenta giorni, dai bozzoli esce l'adulto, dalla caratteristica forma a farfalla dei lepidotteri. Si distinguono per la caratteristica colorazione arancione del corpo e violacea della schiena. Sono molto simili al rodilegno giallo.
Questi adulti raggiungono un'apertura alare di 70–100 mm e le ali sono di color grigio-bianco striato.

## Identificazione
È possibile riscontrare questi insetti in Pomacee, Drupacee ed altre piante forestali ed ornamentali.
Se l'infestazione larvale è allo stadio avanzato è possibile constatarne la presenza osservando parti colpite all'esterno: in queste aree il legno presenta fori di passaggio ed uno sgretolamento, specie della corteccia, alla quale la pianta stenta a reagire.
Nel caso venga sezionato un tronco colpito da Cossus si noterebbero le caratteristiche gallerie delle larve.

## Danni
Questo insetto causa gravi danni allo stato larvale. Quando le piante vengono colpite possono presentare deperimenti dovuti alla mancanza di circolazione della linfa, e se la pianta è allo stadio giovanile, le gallerie possono causare addirittura rotture dei rami.

## Difesa
È possibile prevenire l'attacco dell'insetto attraverso diversi metodi.
Una soluzione sarebbe percorrere le gallerie con un filo di ferro al fine di infilzare la larva, ma si tratta di un metodo spartano che comunque nella maggior parte dei casi non risolve il problema.
Hanno avuto successo esperimenti condotti portando nematodi Neoaplectana (Steinernema) carpocapsae e feltiae a contatto con le aree colpite: si è osservato che questi vermiformi sono in grado di cacciare le larve rifugiate nei solchi.
Il tipo di lotta senz'altro più diffuso è l'utilizzo di trappole sessuali, disposte in base alla coltura da 5 a 20 per ha, a cattura massale, ovvero la cattura del maschio, che quindi non potrà fecondare le uova, e riducendo la proliferazione di questi insetti.

## Uso nell'alimentazione umana
Gli antichi romani sarebbero stati consumatori delle larve di questo insetto, come testimonia Plinio il Vecchio, ripreso successivamente da Jean-Henri Fabre.